# The Prince of the Pagodas
The Prince of the Pagodas (El príncep de les pagodes) és un ballet creat pel The Royal Ballet el 1957, pel coreògraf John Cranko, amb música de Benjamin Britten. El ballet es va reviure més tard en una nova producció de Kenneth MacMillan el 1989, aconseguint una aclamació generalitzada per l'estrena de Darcey Bussell en el paper principal. L'estrena mundial de la producció original de Cranko va tenir lloc l'1 de gener de 1957 a la Royal Opera House, Covent Garden, Londres, dirigida pel compositor. La producció de MacMillan es va estrenar a la mateixa seu el 7 de desembre de 1989. Es va produir una gravació d'una versió lleugerament tallada de la partitura amb Britten dirigint l'orquestra de la Royal Opera House.
El 2011 David Bintley va crear una nova producció, ambientada al Japó. El primer ballet nacional del Japó el va interpretar el 30 d'octubre de 2011. El primer ballet de Birmingham el va ballar el 30 de gener de 2014 a The Lowry, Salford.

## Antecedents
El gener de 1954, el ballet del Sadler's Wells va anunciar que Cranko col·laborava amb Benjamin Britten per crear un ballet. Cranko va idear un projecte d'escenari per a una obra que originalment va anomenar The Green Serpent, fusionant elements extrets de King Lear, Beauty and the Beast (una història que havia coreografiat per a Sadler's Wells el 1948) i el conte oriental publicat per Madame d'Aulnoy com Serpentin Vert. Creant una llista de danses, simplement descrivint l'acció i donant un temps total per a cadascuna, va passar això a Britten i el va deixar compondre el que finalment es va convertir en The Prince of the Pagodas.
Britten va dedicar la partitura a Imogen Holst i Ninette de Valois.

## Sinopsi argumental
Un emperador ha de decidir quina de les seves dues filles hauria d'heretar el tron, i tria la malvada germana gran Belle Epine sobre la jove i bella Belle Rose. Belle Rose és portada per granotes voladores màgiques cap a Pagoda Land, i es troba amb el príncep de Pagoda Land, que es troba sota la disfressa d'una salamandra. Belle Rose i el Príncep tornen a la terra del seu pare i s'enfronten a la seva malvada germana, que al final la fan allunyar.

## Influència del gamelan balinès en la música
Britten va incorporar molts elements de la música gamelan balinesa a la partitura de The Prince of the Pagodas, inclosa la simulació de la sintonia de set tons dels instruments occidentals. Britten va ser exposat per primera vegada a la música gamelana pel compositor canadenc Colin McPhee, que havia viscut a Bali entre el 1931 i el 38. Britten va utilitzar un so "pseudo-gamelan" en diverses de les seves obres, inclòs Paul Bunyan i Peter Grimes, després de conèixer a McPhee. Britten també va interpretar obres d'altres compositors que van incloure referències a la música gamelan, com ara el Concert per a dos pianos i orquestra de Francis Poulenc, que Britten va interpretar amb el compositor el 1945 i de nou el 1955, després d'haver acceptat escriure un ballet amb Cranko.
Tanmateix, potser l'experiència més influent en la música gamelan per a Britten va ser unes vacances de dues setmanes a Bali el 1956. Va fer un estudi a fons de la música gamelan mentre estava allà i va començar immediatament a incorporar idees musicals balineses a The Prince of the Pagodas. Per exemple, al Preludi del ballet, el tema del Salamander Prince és interpretat per diversos instruments en una textura en capes, on els instruments toquen en diferents claus i comencen el tema en moments lleugerament diferents en una tècnica anomenada estratificació polifònica, típica de música gamelan balinesa.
Una altra manera com Britten aconsegueix un so gamelan és a través de la seva instrumentació. La seva partitura demana una varietat d'instruments de percussió, inclosos gong, címbals, campanes, xilòfon i vibràfon, i utilitza aquests instruments de percussió occidentals de diferents maneres per produir un so gamelan. Per exemple, Britten combina els sons d'un gong orquestral i un contrabaix per representar el gong colotòmic balinès.
L'escala pentatònica, signatura de la música oriental en general, també fa aparicions freqüents en el ballet, especialment en les fanfares de trompeta que es produeixen al llarg de la peça. L'interval de segona que apareix a través dels passatges gamelan de Britten, que normalment es considera dissonant en la música occidental, però es deriva de les escales alternatives i les sintonitzacions de la música gamelana.
Britten utilitza el so gamelan en la seva música per simbolitzar les pagodes màgiques de Pagoda Land, on es pren el personatge principal, la princesa Belle Rose, després d'un enfrontament amb el seu pare, l'emperador i la seva malvada germana, Belle Epine. Quan Belle Rose entra a Pagoda Land, és rebuda amb música gamelan. De la mateixa manera, quan la Salamandra entra en escena, ho fa al costat de música gamelana més suau per produir un aire místic. La Salamandra es revela per ser el príncep humà de Pagodaland i, quan canvia a una forma humana, la música gamelan es substitueix per una música més tradicional d'orquestra occidental.

## Cranko
- Estrena de producció: 1 de gener de 1957
- Coreògraf: John Cranko
- Compositor: Benjamin Britten
- Dissenyador d'escena: John Piper
- Dissenyador de vestuari: Desmond Heeley
- Dissenyador d'il·luminació: William Bundy

## MacMillan
- Estrena de producció: 7 de desembre de 1989
- Coreògrafa: Kenneth MacMillan
- Compositor: Benjamin Britten
- Escenari: Colin Thubron
- Dissenyador d'escena: Nicholas Georgiadis
- Dissenyador de vestuari: Nicholas Georgiadis
- Dissenyador d'il·luminació: John B Read

Aquesta producció es va dedicar a Margot Fonteyn.

## Bintley
- Estrena de producció: 30 d'octubre de 2011
- Companyia: Ballet Nacional del Japó
- Ubicació: Nou Teatre Nacional de Tòquio
- Coreògraf: David Bintley
- Compositor: Benjamin Britten
- Disseny: Rae Smith
- Dissenyador d'il·luminació: Peter Teigen[7]